# Trypethelium annulare
Trypethelium annulare är en lavart som först beskrevs av Fée, och fick sitt nu gällande namn av Jean François Montagne. Trypethelium annulare ingår i släktet Trypethelium och familjen Trypetheliaceae.   Inga underarter finns listade i Catalogue of Life.